# Queens (série de televisão)
Queens (prt: Rainhas) é uma série de televisão americana de drama musical que estreou em 19 de outubro de 2021 na ABC. É estrelado por Eve, Naturi Naughton, Nadine Velazquez e Brandy.

## Enredo
Brianna, Naomi, Jill e Valeria já apareceram como as "Nasty Bitches" na década de 1990. Juntas, as quatro não apenas viraram o mundo do hip-hop de cabeça para baixo, mas também alcançaram status lendário por meio de sua música. As quatro mulheres estão agora na casa dos quarenta, sem sofisticação e em grande parte afastadas umas das outras. Ao reunir as quatro, agora há uma chance de retornar à antiga fama e prestígio. Mas será que as ex-megastars, também conhecidas como Professor Sex, Butter Pecan, Jill Da Thrill e Xplicit Lyrics, conseguirão atingir esse objetivo ambicioso?

## Elenco e personagens

### Principal
- Eve J. Cooper como Brianna "Professor Sex" Robinson[3]
- Brandy Norwood como Naomi "Xplicit Lyrics" Harris-Jones[4]
- Naturi Naughton como Jill "Da Thrill" Sumpter[5]
- Nadine Velazquez como Valeria "Butter Pecan" Mendez.[6]
- Taylor Sele como Eric Jones, manager of the group.[7]
- Pepi Sonuga como Lauren "Lil Muffin" Rice[8]

### Recorrente
- Precious Way como Jojo Harris: a filha de 20 anos de Naomi.[9]
- Cam'ron como Ele mesmo: um rapper que foi destaque em um dos discos de sucesso do grupo e também teve um relacionamento anterior com Naomi. Ele volta a entrar na vida de Naomi enquanto as mulheres tentam dominar o mundo do hip-hop novamente.[10][11][12]
- Felisha Terrell como Tina Dubois: namorada de Jill.[13]
- RonReaco Lee como Jeff Robinson: o marido de Brianna e pai de seus cinco filhos. Ele é um pai amoroso, mas infiel, com seu comportamento empurrando Brianna para o divórcio até que uma emergência médica obriga o casal a se unir, apesar dos problemas que prejudicaram o casamento.
- Emerson Brooks como Darren Filgo: o ex-marido de Jill e um diácono em sua igreja.
- Elaine del Valle como Valentina: uma mulher posando como mãe distante de Valeria
- Remy Ma como Zadie "Lady Z": rival formal de Naomi que é recém-assinada pela Nasty Girl Records

### Convidado
- Lucius Baston como DJ Kool Red: um DJ do início dos anos 90 que apresenta pela primeira vez o grupo jovem.

## Episódios
| N.º | Título                     | Dirigido por     | Escrito por                                                              | Lançamento              | Audiência nos EUA (milhões) |
| --- | -------------------------- | ---------------- | ------------------------------------------------------------------------ | ----------------------- | --------------------------- |
| 1   | "1999"                     | Tim Story        | Zahir McGhee                                                             | 19 de outubro de 2021   | 1.75                        |
| 2   | "Heart Of Queens"          | Tim Story        | Zahir McGhee                                                             | 26 de outubro de 2021   | 1.48                        |
| 3   | "Who You Calling a Bitch?" | Shiri Appleby    | Zahir McGhee e Heather Mitchell                                          | 2 de novembro de 2021   | 1.16                        |
| 4   | "Ain't No Sunshine"        | Crystle Roberson | Njeri Brown                                                              | 9 de novembro de 2021   | 1.34                        |
| 5   | "Do Anything for Clout"    | Benny Boom       | Jordan Reddout e Gus Hickey                                              | 16 de novembro de 2021  | 1.23                        |
| 6   | "Behind the Throne"        | Daniel Willis    | História por : Stacy Traub Roteiro por : Zahir McGhee e Heather Mitchell | 23 de novembro de 2021  | 1.11                        |
| 7   | "Who Shot Ya"              | Crystle Roberson | Tess Leibowitz                                                           | 7 de dezembro de 2021   | 1.46                        |
| 8   | "God's Plan"               | Stacey Muhammad  | Heather Mitchell                                                         | 14 de dezembro de 2021  | 1.14                        |
| 9   | "Bars"                     | Rachel Raimst    | Mamoudou N'Diaye                                                         | 4 de janeiro de 2022    | 1.47                        |
| 10  | "Nasty Girl Records"       | Sidney Siddell   | Kyra Jones                                                               | 11 de janeiro de 2022   | 1.19                        |
| 11  | "I'm A Slave 4 U"          | Menhaj Huda      | Valeska Rodriguez                                                        | 18 de janeiro de 2022   | 1.30                        |
| 12  | "Let the Past Be the Past" | Ruba Nadda       | Njeri Brown e Jordan Reddout                                             | 8 de fevereiro de 2022  | 1.03                        |
| 13  | "2022"                     | Crystle Roberson | Lee Johnson e Zahir McGhee                                               | 15 de fevereiro de 2022 | 1.07                        |

## Produção

### Desenvolvimento
Em janeiro de 2021, a ABC encomendou um piloto para um drama musical intitulado Queens do escritor e produtor executivo de Scandal, Zahir McGhee. Em março de 2021, foi anunciado que Tim Story dirigiria o episódio piloto. Em 14 de maio de 2021, Queens recebeu um pedido de série, com data de estreia oficial em 19 de outubro de 2021.

### Seleção de elenco
Em fevereiro de 2021, Eve foi escalada para interpretar o papel de Brianna. Mais tarde naquele mês, Naturi Naughton conseguiu o papel de Jill. Em março, foi anunciado que Pepi Sonuga interpretaria Lauren Rice. Em 8 de março de 2021, Brandy foi escalada para o papel de Naomi. No dia seguinte, Nadine Velazquez foi escalada como Valeria, e no dia seguinte, Taylor Sele foi escalada como Eric Jones.

### Música
Em 1 de outubro de 2021, o primeiro single promocional de Queens ("Nasty Girl") foi lançado com Norwood ao lado do elenco: Eve, Naughton e Velazquez. Um videoclipe, dirigido por Tim Story, foi lançado no mesmo dia. Isso foi seguido, em 18 de outubro de 2021, por outra música de rap da trilha sonora de Queens ("The Introduction") que foi co-escrita por Nas. Uma música solo da trilha sonora ("Hear Me"), cantada exclusivamente por Norwood, também foi lançada mundialmente em download digital e sites de streaming no mesmo dia. O produtor musical da série é Swizz Beatz. Para coincidir com o segundo episódio da série, três novas faixas foram lançadas em todos os sites de download e streaming digital. Estas foram "Belly of the Bitch", "Heart of Queens" (com o rapper Cam'ron) e um cover de "Wrecking Ball" de Miley Cyrus, interpretada por Brandy. "Girls Gonna Run That", cantada pelas quatro protagonistas, foi lançada em 1 de novembro de 2021. Outro solo de Brandy foi lançado em 8 de novembro de 2021, um cover de "Ain't No Sunshine" de Bill Withers. "Until My Final Breath", de Brandy, foi lançado em 13 de dezembro de 2021. Em 3 de janeiro de 2022, "Lady Z Strikes Back (Can't Stop You)" de Brandy e Remy Ma foi lançada.

## Lançamento
Nos Estados Unidos, a série estreou em 19 de outubro de 2021, na ABC.

### Internacional
No Canadá, a série está programada para ir ao ar na CTV. A série também está programada para estrear no Disney+ através do hub de streaming Star como uma série original em países selecionados. Na América Latina, a série vai estrear como uma série original através do Star+. Na Índia, o Disney+ Hotstar estreará o programa exclusivamente.